# Littleton (Maine)
Pour les articles homonymes, voir Littleton.
Littleton est une ville située dans l’État américain du Maine, dans le comté d’Aroostook. 

## Culture
|                 | Monticello (Maine) | Bloomfield (Nouveau-Brunswick) |
|                 | Littleton          |                                |
| Hammond (Maine) | Houlton (Maine)    | Bedell (Nouveau-Brunswick)     |